# Jeremy Sisto
Jeremy Merton Sisto (6. listopada 1974.) je američki glumac. Sisto je najpoznatiji po svojim ulogama kao Billy Chenowith u HBO-ovoj televizijskoj seriji Dva metra pod zemljom, kao detektiv Cyrus Lupo u televizijskoj seriji Zakon i red, a također je glumio u filmovima Jesus, Clueless i 13. Trenutno glumi u ABC-jevoj humorističnoj seriji Suburgatory.

## Rani život
Sisto je rođen u Grass Valley, država Kalifornija. Sin je Reedy Gibbs, glumice i farmerice te Richarda Sista, farmera, jazz glazbenika i učitelja. Odrastao je u Chicagu i pohađao školu Francis W. Parker. Dok je pohađao srednju školu pojavio se u filmu Grand Canyon. Nakon završenog studija na UCLA u potpunosti se započeo baviti glumom.

## Karijera
Sisto je glumio ubojicu u filmu Hideaway, razmaženog bogataša u filmovima Clueless i White Squall, Isusa u istoimenoj mini-seriji, pacijenta kojem je dijagnosticiran poremećaj ličnosti u kratkom filmu Inside, bivšeg ovisnika o drogama u filmu 13 te nasilnog supruga u filmu Waitress. Također je glumio lik Billyja Chenowitha u hvaljenoj HBO-ovoj seriji Dva metra pod zemljom. Pojavio se i u posljednjoj epizodi serije Dawson's Creek, a glumio je i u kazališnoj predstavi Take Me Out autora Richarda Greenberga u Los Angelesu i to igrača bejzbola koji otkriva da je homoseksualac.
Osim glumom, Sisto se također bavio i radom iza kamere. Godine 1998. producirao je nikad dovršen film Taken skupa sa svojim prijateljem Ethanom Embryjem. Također je producirao filmove Three Women of Pain i Paranoia 1.0. U travnju 2003. godine osnovao je vlastitu produkcijsku kompaniju Dima Entertainment. Godine 2007. nastupio je u glazbenom spotu skupine Maroon 5, "Wake Up Call" u kojem glumi muškarca koji spava s djevojkom Adama Levinea. 
Godine 2008. Sisto se pridružio glumačkoj postavi serije Zakon i red kao detektiv Cyrus Lupo, zamijenivši dotadašnju glumicu Milenu Govich. 
Trenutno Sisto nastupa u američkoj humorističnoj seriji Suburgatory koja je svoju premijeru imala u jesen 2011. godine na ABC-u. Dana 13. listopada 2011. ABC je službeno objavio da je odobrio snimanje pune sezone serije.
BuddyTV postavio ga je na 98. mjesto "najseksipilnijih muškaraca na televiziji 2011. godine".

## Osobni život
Sisto se oženio Marisom Ryan 90-ih godina prošlog stoljeća; rastali su se 2002. Dana 5. lipnja 2009. godine dobio je kćerku, Charlie Ballerina, s tadašnjom djevojkom Addie Lane; oženili su se u listopadu iste godine. Dana 9. ožujka 2012. godine Sisto i Lane dobili su svoje drugo dijete, dječaka imena Bastian Kick Sisto.

## Vanjske poveznice
- Jeremy Sisto u internetskoj bazi filmova IMDb-u (engl.)